# Pădurea norvegiană
Pădurea norvegiană este un roman scris de autorul japonez Haruki Murakami. Naratorul, Toru Watanabe, își amintește de anii facultăți și de cele două relații care l-au marcat: cu Naoko, prietena lui din copilărie, frumoasă, dar instabilă, și cu Midori, sociabilă și plină de viață.

## Sumar
La începutul cărții, Toru Watanabe, având treizeci și șapte de ani, aterizează într-un Boeing 707 în Germania. În așteptarea semnalului de desfacere a centurii se difuzează melodia Norwegian Wood, care-i aduce aminte de o întâmplare care i-a marcat viața.
Într-o discuție cu Naoko, fosta prietenă a celui mai bun prieten al lui, Kizuki, care se sinucisese, aceasta îi povestește de o fântână. Nemarcată, adâncă, aceasta este imposibil de găsit și ocazional face câte o victimă. Naoko mărturisește că atâta vreme cât e cu el, are senzația că nu va cădea și-l imploră să-i promită că nu o va uita niciodată.
Perspectiva se întoarce cu câteva luni în urmă. Foarte natural și popular, Kizuki se împrietenește cu Toru, introvertit. În ajunul nopții în care acesta se sigilează în mașină cu motorul turat și gura unui furtun care duce la țeava de eșapament, Kizuki îl invită pe Toru la o partidă de biliard, în timpul orelor de școală.
Un an mai tâziu, Watanabe o întâlnește pe Naoko în metrou. Ajuns la facultate, acesta și-a ales cu silă cursuri în istoria teatrului. Aceștia se salută jenați, dar ulterior hotărâră să coboare la aceeași stație și pornesc să se plimbe. Aceste plimbări ajung un ritual. Cu ocazia celei de-a douăzecea aniversări, Toru îi aduce un tort și petrec împreună, și în cele din urmă fac dragoste. 

Prima ediție în română, editura Polirom 2002

O săptămână mai târziu, Watanabe primeșe o scrisoare prin care Naoko îi transmite că s-a internat într-un sanatoriu de vreme ce nu se poate adapta. Deprimat, acesta începe să bea. Întâmplarea face să se împrietenească cu seniorul său, Nagasawa, prin interesul lor comun în Marele Gatsby. Foarte carismatic și popular, acesta argumentează ulterior alegerea introvertitului Watanabe motivând că acesta e cea mai onestă persoană pe care a întâlnit-o. Împreună, aceștia încep să colinde barurile, căutând fete.
O scrisoare de la Naoko îl informează că aceasta s-a mutat la sanatoriul Ami, lângă Kyoto, pentru a se recupera, și acum îl invită să o viziteze. Toru pleacă să o viziteze. La intrare o întâlnește pe colega ei de cameră, Reiko Ishida o fostă profesoară de muzică. Pe parcursul acestei vizite și a celor care urmează amândouă dezvăluie ceva din trecutul lor: Reiko îi povestește despre căutarea identității sexuale și Naoko despre sinuciderea surorii ei mai mari.
Întors în Tokyo, Toru se mută singur într-un apartament pe care intenționează să-l pregătească pentru venirea lui Naoko. Ocupat, se îndepărtează fără voia lui de Midori. Îi scrie lui Reiko, cerându-i sfatul despre sentimentele sale conflictuale pentru Naoko și Midori. Aceasta îi sugerează să nu rateze ocazia fericirii și să vadă cum se dezvoltă relația lui cu Midori.
Ulterior o altă scrisoare de la aceasta îl informează că Naoko s-a sinucis. Deprimat și în stare de șoc, Toru se plimbă fără țintă prin Japonia. La sfârșitul unei luni, se întâlnește cu un pescar care îl hrănește și-i dă sake. Întrebat, Toru îl minte că i-ar fi murit mama, la care pescarul mărturisește că el însuși și-a pierdut mama. Ascultând  povestea acestuia, Toru se calmează și începe să-și revină. Pescarul îi dă niște bani, în ciuda protestelor lui, și-l părăsește. 
La întoarcere, Toru reia corespondența cu Reiko, care părăsește definitiv sanatoriul ca să-l viziteze la Tokyo. Pe malul râului aceasta își cântă tot repertoriul la chitară într-o slujbă de înmormântare pentru Naoko. Ulterior, ea și Toru fac sex de patru ori și, ca urmare a discuțiilor din acea noapte, Toru realizează că nu vrea să renunțe la Midori. O sună din senin dintr-o cabină de telefon și-și declară iubirea pentru ea. Aceasta este rece, dar nu-i închide, cum făcuse înainte, lăsând finalul deschis.

## Personaje

### Toru Watanabe
ワタナベ トオル Watanabe Tōru, prenumele acestuia înseamnă literar "a trece" în japoneză. Personajul principal și naratorul, acesta este un elev mediu la o facultate privată, care studiază teatrul.

### Naoko
În japoneză 直子,

### Reiko Ishida
Ishida Reiko 石田 玲子 este colega de cameră a lui Naoko la Căminul Ami.

### Kizuki
Prietenul mort al lui Watanabe si fostul iubit al lui Naoko.

### Cavaleristul
Fostul coleg de cameră al lui Watanabe, acesta este obsedat de curățenie și de hărți.

## Adaptare
Romanul a fost adaptat într-un film omonim, în regia lui Tran Anh Hung. În rolurile principale joacă Kenichi Matsuyama în rolul lui Watanabe, Rinko Kikuchi ca Naoko și Kiko Mizuhara ca Midori.
Drama a debutat la Festivalul de film din Veneția unde a fost nominalizată la Leul de aur, având premiera oficială în 11 decembrie 2010. În general, filmul a primit recenzii pozitive, cu un scor de 6,5/10 pe IMDb și 50/100 pe Metacritic. Pelicula a gâștigat la Asian Film Awards la capitolul Cea mai bună scenografie pentru Mark Lee Ping-bin, cu nominalizări pentru Cea mai bună actriță(Kikuchi) și Cele mai bune costume(Yen-khe Luguern) și la Festivalul Internaional de film din Dubai a câștigat John Greenwood pentru coloana sonoră.